# 白樺ガス田

ガス田の位置と日中政府双方が主張するEEZ

白樺ガス田（しらかばガスでん、中国名：春晓油气田）は、東シナ海の中華人民共和国が主張する排他的経済水域 (EEZ) の内、日本が排他的経済水域を主張する日中中間線からはわずか4キロメートル部分だけが中国側に位置しているガス田である。白樺ガス田には、西湖海溝の4つの天然ガス田（他のものは楠（中国名：断橋）、樫（中国名：天外天）、（中国名：残雪））のうち中国が最初に開発したものである。
ガス田は2006年1月28日に生産を開始した中国海洋石油総公司 (CNOOC) と中国石油化工 (Sinopec) が用地を運営。ユノカルとシェルは、高コスト、付加埋蔵量の不確実さと領土問題を理由に2004年後半にプロジェクトから撤退した。
中国海洋石油総公司は残埋蔵量を316億BOE、そのうちの油は38億バレル、残りに天然ガス（1,669億立方フィートまたは47億立方メートル）が含まれると推定した。